# Hongmiaozi
Hongmiaozi (kinesiska: 红庙子, 红庙子镇) är en köping i Kina. Den ligger i den autonoma regionen Inre Mongoliet, i den norra delen av landet, omkring 640 kilometer öster om regionhuvudstaden Hohhot. Antalet invånare är 15167. Befolkningen består av 7 376 kvinnor och 7 791 män. Barn under 15 år utgör 15,0 %, vuxna 15-64 år 77 %, och äldre över 65 år 7,0 %.
Genomsnittlig årsnederbörd är 539 millimeter. Den regnigaste månaden är juni, med i genomsnitt 132 mm nederbörd, och den torraste är januari, med 3 mm nederbörd.